# Mallos blandus
Mallos blandus är en spindelart som beskrevs av Chamberlin och Willis J. Gertsch 1958. Mallos blandus ingår i släktet Mallos och familjen kardarspindlar. Inga underarter finns listade i Catalogue of Life.